# Paolo Barile
Paolo Barile (Bologna, 10 settembre 1917 – Firenze, 2 giugno 2000) è stato un giurista, politico e avvocato italiano, Ministro per i rapporti con il Parlamento dal 4 maggio 1993 al 10 maggio 1994 nel governo Ciampi.

## Biografia
Nacque a Bologna il 10 settembre 1917 da Cesare, ufficiale medico  dell’esercito, e da Livia Corazza, che morì pochi mesi dopo il parto nella drammatica influenza spagnola.
Dopo la morte della madre, segue il padre che ritorna a Roma, dove risiedevano i suoi parenti, un'agiata famiglia di origine pugliese orientata verso le libere professioni e il servizio pubblico (suo zio era consigliere di Stato). La malattia che uccise la moglie spinse il padre a proteggere la salute del figlio fino al punto di vietargli l'iscrizione alla scuola, pubblica o privata che fosse. Cosicché Paolo fu costretto a seguire una rigorosa educazione studiando privatamente in casa fino alla quinta ginnasio, quando il padre gli permise di iscriversi al liceo statale Terenzio Mamiani di Roma.
Nel 1939 si laureò alla facoltà di giurisprudenza dell’Università di Roma, dove strinse rapporti con Piero Calamandrei. Chiamato nel 1942 per la guerra, fu inquadrato nei ruoli della magistratura militare.
Nel novembre 1943 fu arrestato dai tedeschi a Firenze, ma rilasciato poche settimane dopo, e prese parte alla Resistenza, nella quale militò quale giovane esponente del partito d'Azione.
Ripresa la carriera in magistratura, nel 1945 scrisse Orientamenti per la Costituente. Nel 1947 entrò nello studio legale di Calamandrei, suo autorevole maestro , lasciando la magistratura. Nel 1951 ottenne l’incarico di diritto costituzionale nell'Università di Siena, vincendo la cattedra nel 1953.
Divenne tra i più autorevoli studiosi del diritto costituzionale, svolgendo un'intensa attività scientifico-didattica, coniugandola con l'esercizio della professione di avvocato ed un intenso impegno civile.
Nel 1963 fu chiamato all'Università di Firenze. Per un periodo più che trentennale ha ricoperto l'incarico di docente universitario nella facoltà giuridica fiorentina, dove la sua scuola "si è distinta per la presenza vivace e costruttiva nel dibattito costituzionale italiano a partire dalla fine degli anni '60".
Fu tra i primi ad avviare l'esplorazione scientifica sullo specifico tema dei rapporti tra democrazia, informazione e mass media.
Si impegnò anche nella politica: fu eletto in Consiglio comunale di Firenze nel 1985 con il PCI e fu capogruppo del partito per la consiliatura.
Fu nominato Ministro per i rapporti con il Parlamento nel Governo Ciampi, il 4 maggio 1993 fino all'aprile 1994. Anni dopo dichiarò che la sua partecipazione come ministro era avvenuta per la sua profonda solidarietà al suo antico compagno azionista e in nome di quegli ideali, ma non come politico bensì come "puro tecnico" delle istituzioni. Nel 1996 sostenne la nascita de L'Ulivo.
Morì a Firenze il 1º giugno 2000.

## Vita privata
Agli inizi di novembre del 1938 si era sposato con Rena Gattegno. Il motivo per cui il matrimonio fu celebrato prima del previsto stava nell'imminente entrata in vigore delle leggi razziali, perché l’appartenenza di Rena a una famiglia ebraica di Alessandria d’Egitto avrebbe reso impossibile, a partire dal 15 novembre 1938, il suo matrimonio con Barile. Dall'unione nacquero due figlie: Laura e Paola, che avrebbero seguito la carriera universitaria: Paola nella giurisprudenza, Laura nella letteratura contemporanea. Dopo il divorzio da Rena, Barile si unì in matrimonio con Lia Tosi.

## Opere
- Istituzioni di Diritto Pubblico,  (con Enzo Cheli, Stefano Grassi), Cedam, 2011
- Tra Costituzione e riforme. Scritti e interviste (1980-2000), Passigli, 2010
- Lezioni di Diritto Costituzionale, Torino, Giappichelli, 2007
- Libertà, giustizia, costituzione, Padova 1993
- La libertà di manifestazione del pensiero, Milano, 1975
- Corso di diritto costituzionale, Padova, 1962
- Il soggetto privato nella Costituzione italiana, Padova, 1953